# Vaisseau lymphatique
 (avril 2015).
Si vous disposez d'ouvrages ou d'articles de référence ou si vous connaissez des sites web de qualité traitant du thème abordé ici, merci de compléter l'article en donnant les références utiles à sa vérifiabilité et en les liant à la section « Notes et références ».
Pour les articles homonymes, voir vaisseau.
En anatomie, les vaisseaux lymphatiques sont des structures vasculaires valvulées à parois minces qui transportent la lymphe à partir des tissus, via les ganglions lymphatiques, vers la circulation sanguine. Ils sont, pour cela, analogues aux veines et veinules en comportant des valvules lymphatiques. La structure entre deux valvules est un  lymphangion.

## Structure
Les vaisseaux lymphatiques comprennent les capillaires lymphatiques disposés en réseau et présent dans tout l'organisme à l'exception du système nerveux central, de la moelle osseuse, du cartilage hyalin  et des tissus non vascularisés comme les dents ou l'épiderme.
Les capillaires lymphatiques extrêmement ténus sont reliés à des vaisseaux plus gros, les canaux lymphatiques, ou troncs lymphatiques. Les canaux lymphatiques se réunissent entre eux pour former des vaisseaux lymphatiques de plus en plus volumineux.
On distingue des vaisseaux lymphatiques profonds sous-aponévrotique satellite des vaisseaux sanguins profonds et les vaisseaux lymphatiques superficiels sus-aponévrotiques dont le trajet est indépendant des vaisseaux sanguins.
L'ensemble de ses vaisseaux constitue le réseau lymphatique.

## Réseau lymphatique
Le réseau lymphatique est composé de deux circuits distincts : un pour le quart supérieur droit du corps (le conduit lymphatique droit), un pour le reste (le conduit thoracique). Au point de jonction de plusieurs canaux lymphatiques, se trouvent les ganglions lymphatiques, qui peuvent être isolés ou groupés en amas dans des zones de carrefour, notamment à l'aine, au cou, dans le creux axillaire ainsi que dans la cavité abdominale. Comme tout organe lymphoïde, les ganglions lymphatiques ont un rôle dans des réactions inflammatoires ainsi que dans l'épuration et la filtration de la lymphe. On en dénombre environ 800.
La lymphe est finalement drainée par deux collecteurs volumineux et terminaux :
- le canal lymphatique droit. Long de 2 cm, il draine la lymphe du quart supérieur droit du corps : la moitié droite de la tête, du cou et du thorax et le membre supérieur droit. Il se jette dans la veine sous-clavière droite à la base du cou ;
- le canal thoracique. Mesurant 40 cm, il recueille la lymphe du restant du corps : membres inférieurs, pelvis, abdomen ainsi que le quart supérieur gauche du corps. Il naît dans l'abdomen par un renflement, la citerne du chyle, traverse le thorax et vient se jeter à la base du cou dans la veine sous-clavière gauche.

Toutes les voies lymphatiques aboutissent donc au système veineux cave supérieur par deux circuits distincts.
À la différence du système cardiovasculaire, le système lymphatique ne dispose pas d'une pompe centrale, le transport de la lymphe est assurée grâce au péristaltisme, à la contraction des muscles adjacents, et à la présence de valvules qui ressemblent à celles que l'on trouve dans les veinules et les veines de moyen calibre.

## Vaisseaux chylifères
Les canaux lymphatiques de l'intestin grêle portent le nom de chylifères. Ils transportent une lymphe très riche en lipides (triglycérides) qu'ils ont absorbés au niveau de la muqueuse des intestins au moment de la digestion ; cette lymphe particulière est le chyle. De plus, à la base du conduit thoracique, la citerne du chyle a pour rôle de stocker temporairement le chyle.

## Pathologie
- Adénopathie
- Lymphome
- Lymphœdème
- Lymphangite
- Lymphangiome
- Lymphangioléiomyomatose
- Lymphocèle